# Товар
Това́р (англ. good, commodity, article, product), крам — продукт природи і людської праці або тільки людської праці у матеріальній і нематеріальній субстанції та у формі послуг, який завдяки своїм властивостям здатен задовольняти наявні чи передбачувані суспільні потреби. Призначений для обміну і купівлі-продажу; продукт праці, що виробляється не для власного споживання, а на продаж, також матеріальні та нематеріальні активи чи цінні папери та деривативи, що використовуються у будь-яких операціях, крім операцій з їх випуску (емісії) та погашення.

## Класифікація товарів
Класифікація товарів, об'єднуючи їх за спільними ознаками, дає можливість вивчати окремі види й різновиди, яким властиві ці ознаки. Вона створює передумови для автоматизованого обліку, планування, прогнозування асортименту, побудови прейскурантів, вивчення попиту й упорядкування заявок-замовлень. Призначення класифікації полягає в тому, що вона дозволяє дослідити споживчі властивості однорідних груп (підгруп) товарів, встановити оптимальний рівень властивостей товарів, а також розробити групові методи дослідження й оцінки рівня якості товарів.
Класифікацію покладено в основу впорядкування каталогів, її враховують при визначенні типів складів, баз та торгових підприємств. Найзагальнішими ознаками, характерними для багатьох товарів, є призначення, застосування, вид вихідної сировини. Ознака призначення використовується як у вищих, так і у нижчих щаблях класифікації.
Класифікація товарів будується з дотриманням встановлених правил. При розподілі товарів на групи необхідно додержуватись двох основних правил: розподіляти всю масу товарів на одній стадії групування тільки за однією ознакою та починати розподіл товарів на групи за найзагальнішими ознаками, а потім переходити до інших ознак, менш загальних.
Класифікація повинна бути легко доступною для огляду, тобто з оптимальною кількістю категорій та мінімальною кількістю груп у кожній категорії. Ознаки класифікації мають бути істотними і повинні відбивати споживчі властивості товарів. Нижчий ступінь класифікації повинен конкретизувати, розкривати суть ознаки попереднього щабля. На кожному щаблі товари варто групувати тільки за однією ознакою.

### Австрійська економічна школа про товар
Карл Менгер, засновник Австрійської економічної школи та один з засновників неокласичної економчної теорії присвятив товару 7-му главу своєї головної праці «Принципи економічної науки» (нім. Grundsätze der Volkswirtschaftslehre, 1871). Менгер розрізняє товар та економічне благо. Менгер визначає товар, як економічне благо, яке призначене для продажу, і яке втрачає свої властивості при отриманні його кінцевим споживачем.
Також він розрізняє поняття товару у повсякденному і науковому смислі. У повсякденному вжитку товарами називають предмети, які виробник або продавець готовий обміняти, при цьому це поняття обмежується лише речами, — гроші виключаються з нього. При науковому підході товаром називають будь-які блага, які призначені для обміну, не залежно від їхньої матеріальності, здатності до переміщення, їх характеру як продуктів праці, незалежно від осіб, які пропонують їх для продажу. Також наводиться опис основних властивостей товару, як економічної категорії — межі придатності товарів до збуту, ступеню придатності до збуту і придатність товару до обігу. Під межами придатності товару до збуту мається на увазі сумарний споживчий попит. Так, згідно Менгеру, попит на твір про мову індіанців Латинської Америки тупі не перевищить 600 примірників за мінімальної ціни, у той час як межа придатності до збуту творів Шекспіра перевищує сотні тисяч. Ступінь придатності товару до збуту важлива для товарів, які не мають самостійного значення, а потрібні лише як складові частини для інших. Менгер наводить приклад пружин для механічних годинників і манометрів. Якою б не була їхня ціна, кількість пружин, які продаються, буде залежати лише від виробництва годинників і манометрів. У той же ж час, золото і срібло практично не мають меж придатності до збуту.

### Властивості товару
- Здатність задовольняти певну потребу людини;
- Придатність для обміну на інші товари.

### Параметри, що характеризують товар
Параметри, що характеризують товар, поділяють на три групи: — нормативні — показники, які характеризують принципову можливість реалізації нововведень на певному ринку (наприклад, патентна чистота є нормативним параметром);
– технічні — призначення товару, надійність та довговічність; естетичні та ергономічні параметри (параметри, що не мають числового значення, оцінюють у балах; параметри, що відбивають технологічність та економічність виробництва нового товару, в оцінку не включаються, оскільки вони вже відображені в ціні та не становлять інтересу для споживача);
– економічні (ціна споживання) — вартість доставки, монтажу, заробітна плата працівників за весь строк служби товару тощо, тобто повна вартість експлуатації товару споживачем (оскільки всі показники обчислюються у грошовому вираженні, їх можна звести до одного; за ідеальну ціну беруть найменше значення, що перевищує нуль).

### Рівні товару
З точки зору класичного маркетингу товар (чи послуга) має три рівні:
1. Товар за задумом — тобто, те, що в дійсності купує споживач, головна вигода чи послуга.
2. Товар в реальному виконанні — цей рівень відповідає п'ятьом характеристикам товару: якість, властивість, зовнішнє оформлення, назва марки, паковання.
3. Товар з підкріпленням — усі додаткові послуги і вигоди, які можуть надаватися споживачам (доставка, кредитування, гарантія тощо).

Товар-зразок (еталон для порівняння) має належати разом з аналізованим виробом до однієї групи товарів, відповідати певним умовам використання й функціонального призначення, бути характерним для вибраного ринку, мати максимальні переваги для покупців. Товар-еталон повинен повністю відповідати нормативним вимогам майбутнього ринку, оскільки конкурентоспроможність в найширшому розумінні визначає можливість продажу товару на певному ринку. Конкурентоспроможною можна вважати продукцію з технічними параметрами і техніко-економічними показниками, ідентичними показникам проданого товару.
Оцінити конкурентоспроможність можна різними методами, зокрема експертним опитуванням споживачів на основі основних параметрів продукції. Метод оцінювання конкурентоспроможності продукції за групами параметрів найчастіше застосовують для оцінювання новоствореної продукції. Відібрані для оцінювання параметри оцінюють за значущістю.
На першому етапі формують ідеальну споживчу модель. В основу цієї моделі покладено інформацію, зібрану у процесі дослідження ринку. Модель охоплює сукупність технічно-економічних параметрів, важливих для споживача на цьому сегменті ринку; оцінювання споживачем значущості кожного параметра; оптимальне значення кожного техніко-економічного параметра для споживача.

## Ціна на товар
Класична економічна теорія спиралася на трудову теорію вартості, яка розроблялася Вільямом Петті, Адамом Смітом, Давидом Рікардо, Карлом Марксом. Згідно з нею цінність і ціна товару визначається витратами суспільно-необхідної праці.
Маржиналістська революція принципово змінила уявлення про ціну товару, перетворивши цим класичну економічну теорію на неокласичну. Нова концепція суб'єктивної корисності, заснована на працях економістів другої половини XIX ст. Германа Ґоссена, Карла Менгера, Леона Вальраса, Вільяма Джевонса та на більш ранніх здобутках Саламанкської школи (XVI ст.), Етьєна Бонно де Кондільяка (XVIII ст.), постулює, що цінність товару є суб'єктивною й змінються залежно від уподобань та обставин діяльності суб'єкта економічних відносин. Тому ціна товару не залежить від витрат праці на виробництво блага, а визначається на ринку блага в результаті повторюваних актів добровільного обміну між покупцями та продавцями блага,тобто співвідношенням між попитом та пропозицією блага. Саме суб'єктивістський підхід до ціни блага дозволив вирішити парадокс цінності, який не вирішувався в рамках трудової теорії вартості (цінності).
Економіст Австрійської школи Людвіг фон Мізес про ціну товару:
Ціни – це ринкове явище… Вони є підсумком певної сукупності ринкових даних, дій і реакцій учасників ринкового суспільства. Марно розмірковувати про те, якими були б ціни, якби деякі визначальні показники були б іншими… Не менш марно розмірковувати про те, якими мають бути ціни. Кожному приємно, якщо ціни на речі, які він хоче купити, падають, а ціни на речі, які він хоче продати, зростають… Будь-яка ціна, визначена на ринку, є необхідним результатом взаємодії діючих сил, тобто попиту та пропозиції. Якою б не була ринкова ситуація, що сформувала цю ціну, для неї ціна завжди адекватна, справжня і реальна. Вона не може бути вищою, якщо не з’явиться учасник, готовий запропонувати більше, і не може бути нижчою, якщо не з’явиться продавець, готовий постачати за нижчою ціною. Тільки поява таких людей, готових купити або продати, може змінити ціни.